# Massakren i Tbilisi
Massakren i Tbilisi (også kendt som Tbilisi-tragedien) var et oprør i Tbilisi i den Georgiske SSR den 9. april 1989, da en antisovjetisk demonstration blev stoppet af den sovjetiske hær. Det resulterede i, at 20 mennesker blev dræbt og flere hundrede såret. Begivenhederne den 9. april 1989 mindes i dag med dagen for national enhed (georgisk: ეროვნული ერთიანობის დღე, erovnuli ertianobis dghe), en årlig helligdag i Georgien.

## Efterspil
Den 10. april 1989 gik Tbilisi og resten af Georgien i strejke i protest mod overgrebene, og der blev erklæret 40 dages landesorg. Folk efterlod store blomsterkollektioner på stedet for drabene. Der blev erklæret undtagelsestilstand, men demonstrationerne fortsatte.
Den georgiske SSR-regering trådte tilbage efter begivenhederne. Moskva hævdede, at demonstranterne havde indledt angrebet, og at soldaterne havde reageret på demonstranternes angreb. På den første kongres af folkedeputerede (maj-juni 1989) fralagde Mikhail Gorbatjov sig alt ansvar og overlod det til hæren.